# Pjakupur
Il Pjakupur è un fiume della Russia siberiana occidentale (Circondario Autonomo Jamalo-Nenec), ramo sorgentifero di sinistra del Pur.

## Percorso
Nasce dal versante settentrionale dei modesti rilievi collinari degli Uvali siberiani dall'unione dei due bracci sorgentiferi Jang"jagun e Njučavotyjacha e scorre con direzione prevalentemente settentrionale in un bacino piatto, paludoso (circa il 60% del territorio) e ricco di laghi (circa 32.600); dopo 542 km di corso (635 considerando il più lungo dei suoi rami di sorgente, lo Jang"jagun), si unisce con il fiume Ajvasedapur presso la cittadina di Tarko-Sale, dando origine al Pur. I principali affluenti del fiume sono Vyngapur (o Vėngapur) dalla destra idrografica e Purpe dalla sinistra.

## Regime
Il fiume ha un regime piuttosto semplice, analogo in tutto a quello degli altri fiumi artici siberiani: gelato, mediamente, nel lungo periodo che va da fine ottobre a fine maggio - primi di giugno, vede i periodi di magra più accentuati all'inizio della primavera; nelle tre-quattro settimane successive allo scioglimento dei ghiacci si hanno le massime piene, durante le quali il valore di portata alla foce può elevarsi fino a quasi 10 volte il valore medio.